# WM Entertainment
WM Entertainment (en hangul, WM 엔터테인먼트) es una empresa de entretenimiento  surcoreana, fundada en 2008 por el excantante Lee Won-min (nombre de nacimiento: Kim Jung-soo). La empresa es responsable de gestionar artistas como B1A4 (Caramelo de mantequilla salada), Oh My Girl (Chupete), y ONF (Chicle con sabor a frambuesa). El 7 de abril de 2021, la empresa se convirtió en subsidiaria de RBW.

## Historia
WM Entertainment fue fundada en 2008 por el excantante surcoreano Kim Jung-soo, quien cambió formalmente su nombre a Lee Won-min antes de establecer WM Entertainment.
La empresa operaba originalmente en un edificio de un piso ubicado en Bangbae-dong, distrito de Seocho.  En agosto de 2014, Lee Won-min compró un edificio de seis pisos ubicado en Mangwon-dong, distrito de Mapo llamado Daemyung Tower Building por KR ₩ 4.33 mil millones (aproximadamente US $ 3.85 millones), que funciona como la sede actual de WM Entertainment.
Casi un año después de su fundación, WM Entertainment contrató al exalumno de Battle Shinhwa, Taegoon, Ahn Jin-kyung, miembro de H-Eugene y Baby Vox Re.V, se unieron a la compañía en 2010.
WM Entertainment debutó con su primer grupo de chicos B1A4 el 23 de abril de 2011.
El primer grupo de chicas de WM Entertainment, Oh My Girl, debutó el 21 de abril de 2015.
WM Entertainment debutó como solista I (hermana del miembro de B1A4 Baro) el 12 de enero de 2017.
El segundo grupo de chicos de WM, ONF, debutó el 2 de agosto de 2017.
El 7 de abril de 2021, se anunció que WM Entertainment tenía el 70% de sus acciones compradas por RBW, que alberga grupos de ídolos como Mamamoo, Oneus, Vromance, Onewe y Purple Kiss. WM se fusionará con RBW como su subsidiaria.

## Artistas

### Grupos
- B1A4 (2011 - presente)
- Oh My Girl (2015 - presente)
- ONF (2017 - 2024 (Hiatus) (con SM Entertainment)

### Subunidad
- Oh My Girl Banhana

### Solistas
- Sandeul
- YooA
- Chaeyeon (con KQ Entertainment)

### Productor discográfico
- Lee Won-min

### Actores y actrices
- CNU
- Gongchan
- Seunghee
- Yubin
- Arin

## Asociaciones

### Caramelos marca comercial WM (grupo de musica)
- Salted Butter Candy (2011-en marketing) — Caramelo amarillo oficial de B1A4
- Lollipop (2015-en marketing) — Caramelo rosa oficial de Oh My Girl
- Raspberry Flavored Bubble Gum (2017-en marketing) — Caramelo oficial con sabor a morado y rojo de ONF

### Caramelos aromatizados de la marca comercial WM (solista)
- Salted Butter Chantilly —

Caramelo oficial con sabor a naranja de YooA
- Caramel apple juice — Caramelo aromatizado con zumo de manzana oficial de Chaeyeon

### Etiquetas musicales
Activo
- Universal J (B1A4)
- Victor Entertainment (ONF)
- Ariola Japón (Oh My Girl)

Antiguos socios
- Warner Music Group (B1A4) (2012-2015)
- Pony Canyon (B1A4) (2012-2018)

### Distribuidores
Activo
- Sony Music Entertainment Corea
- Stone Music Entertainment
- Copan Global (mercancía)
- Universal Music Japón
- JVC Kenwood Victor Entertainment
- Sony Music Entertainment Japan

Antiguos socios
- Pony Canyon Corea (2009-2014)
- Warner Music Group (2012-2015)
- Pony Canyon (2012-2018)
- Kakao M (2014-2020)